# Michael Falch
Michael Ehlert Falch (født 16. september 1956 i Køge) er en dansk sanger, sangskriver, forfatter og lejlighedsvis skuespiller. Han er kendt som solist og fra bandet Malurt og har udgivet en lang række albums. Han har også medvirket i film og tv-serier og har modtaget Bodilprisen for bedste mandlige hovedrolle for sin rolle i Mord i mørket (1986). Hans Danish Music Award i 2014 for albummet Sommeren kom ny tilbage (2013) gjorde ham til den hidtil eneste danske sanger, der har modtaget både en Bodil og Danish Music Award. I 2023 modtog han den prestigefyldte Søren Gyldendal-pris.[kilde mangler] Ved siden af karrieren driver Michael Falch det sociale initiativ "De vildeste fugle", der hjælper alkoholplagede børnefamilier, og fra 2024 har afholdt charityfestivalen NÆR på Langeland.

## Opvækst
Michael Falch blev født i Køge. Som dreng flyttede hans familie en del, og han nåede derfor at bo i både Glostrup, Brabrand, Lystrup, Sønderborg, Tåstrup og Tønder. Han blev samfundssproglig student fra Tønder Gymnasium i 1976 og læste de følgende fire år dansk ved Københavns Universitet. Han tog orlov før sit afsluttende speciale i 1980 og har aldrig afsluttet studiet.

## Karriere
Michael Falch dannede i 1977 rockbandet Malurt, hvor han var frontfigur. Da Malurt blev opløst i 1984, gik han solo og har siden 1985 udgivet et stort antal albums. "Mød mig i mørket", "Superlove", "I et land uden høje bjerge", "De vildeste Fugle" og "Den Eneste i Verden" er nogle af hans mest kendte numre.
Malurt blev gendannet i forbindelse med Roskilde Festival i 1990, og i 1991 turnerede Falch med Malurt. Malurt bestod i denne omgang frem til 1994, hvorefter Falch i 1995 igen samler eget band omkring sig.
Siden 1998 har Michael Falch dyrket sin vekslen mellem turnéer med band og solo. I 2002 foretog han en større omlægning af livsstilen og gjorde i 2006 comeback med udgivelsen Falder du nu. Siden har bandet Boat Man Love været hans faste backingband. I både 2009, 2010 og 2011 spillede Falch desuden en række koncerter sammen med Poul Krebs, ligesom han jævnligt har haft sine døtre Anna og Mathilde Falch med på scenen.
Sideløbende med musikkarrieren har han medvirket i tv-serier (bl.a. Rejseholdet 2000-2004) og en række film, der med undtagelse af Tarzan Mama Mia alle har indbragt ham Bodil-nomineringer. Han modtog Bodilprisen for bedste mandlige hovedrolle for sin rolle som den navnløse detektiv i filmatiseringen af Dan Turèlls Mord i mørket i 1987.
Han har desuden været medstifter af velgørenhedsprojektet ShowStars, hvor han sammen med bl.a. Mads Mikkelsen, Michael og Brian Laudrup indsamlede midler til ungdomsarbejde ved kombinerede koncerter og show-fodboldkampe i årene 2000-2011.
Michael Falch sang duet med Bruce Springsteen på "Hungry Heart" ved en Malurt-koncert i Forum den 1. maj 1981.
I 2000 udsendte forlaget Gyldendal det første bind af hans selvbiografiske dagbogsnotater Helligdage. Denne bogudgivelse fulgtes i 2002 op af Hjemveje og i 2011 af Trækruter. I 2012 samlede Gyldendal de tre bind i Dagen & Vejen & Fuglene.
Michael Falch udgav i 2002 livealbummet Hjemveje – live samt bogen Hjemveje med dagbogsberetninger. Samtidig bekendtgjorde Falch, at han ville stoppe med at turnere på ubestemt tid. Samme år var han på afvænning i seks uger for pille- og alkoholmisbrug på behandlingscenteret Tjele i Nordjylland. Michael Falch stod på scenen igen i september 2003 på Skråen i Aalborg, og turnerede efterfølgende i 2004 og 2005.
Michael Falch udsendte sit comeback-album, Falder du nu i februar 2006. Samme år udgav journalist Torben Bille biografien Ud af mørket på Gyldendal om Michael Falch.
I efteråret 2014 havde Michael Falch en bærende rolle som Jack Lucifer i Rolling Stones Teaterkoncert, der havde Rolf Heim som instruktør.
I 2014 modtog Falch karrierens første Danish Music Awards for Årets Danske Voxpopudgivelse for albummet Sommeren kom ny tilbage (2013).
I løbet af forår og sommer 2015 turneredde Michael Falch igen med sit band. Sammen udgav de albummet Tomandshånd i november 2015. Albummet fik tre ud af seks stjerner i musikmagasinet GAFFA.
Den 9. oktober 2020 udkom Falchs album Forår i brystet der fik fem ud af seks stjerner i GAFFA. Allerede året efter udkom Elsker.

## Hæder
- 1987 Bodilprisen for bedste mandlige hovedrolle for Mord i mørket
- 2010 nomineret til Bodilprisen for bedste mandlige birolle for Applaus
- 2014 Årets Danske Voxpopudgivelse ved Danish Music Awards for Sommeren Kom Ny Tilbage
- 2023 Søren Gyldendal-prisen

## Privatliv
Der er for få eller ingen kildehenvisninger i dette afsnit, hvilket er et problem. Du kan hjælpe ved at angive troværdige kilder til de påstande, som fremføres.

Michael Falch blev i 1983 gift med Linda Lyneborg, som han blev skilt fra i 2006. Sammen har de pigerne Anna, Soffi og Mathilde Falch. Fra 2010-2018 har han levet sammen med familieterapeut Anita Olsen.
Michael Falch mødte i 2019 Kanjana Falch. De blev gift i Thailand i januar 2022 og kunne holde dansk bryllupsfest i august 2023 efter en længere proces med bl.a. bosættelse  Tyskland for at få tilladelse til familiesammenføring i Danmark. De bor sammen i Rudkøbing på Langeland.

## Diskografi

### Solo
- Michael Falch (1985)
- Det andet land (1986)
- De vildeste fugle (1988)
- Håbets hotel (1989)
- Tossede verden (1990)
- Stævnemøder (1996)
- Nye rejsende (1998)
- Lykkelig undervejs (2001)
- Falder du nu (2006)
- Sang til undren (2007)
- Fodspor i havet (2010)
- Hele vejen – 1980-2010 (2010)
- Sommeren kom ny tilbage (2013)
- Pludselig alting samtidig (2016)
- Forår i brystet (2020)
- Elsker (2021)
- Drømmene (2024)

### Med Malurt
For fuld liste over udgivelser med Malurt, se Malurt.
- Kold krig (1980)
- Vindueskigger (1981)
- Black-Out (1982)
- Tour de Force (1983)
- Spøgelser (1992)
- Uden filter (1992)
- Ghetto (1993)
- Sidste skrig (2022)

### Som KrebsFalch
- Tomandshånd (2015)

## Filmografi

### Film
| År   | Titel           | Rolle             | Noter                                      |
| ---- | --------------- | ----------------- | ------------------------------------------ |
| 1983 | Isfugle         | René Bennich      |                                            |
| 1986 | Mord i mørket   | journalist        | Bodilprisen for bedste mandlige hovedrolle |
| 1988 | Mord i Paradis  | journalist        |                                            |
| 1989 | Mig og Mama Mia | Rikkes far        |                                            |
| 1991 | Superdame       | Rolf              |                                            |
| 2009 | Applaus         | Christian Barfoed |                                            |

### Tv-serier
| År        | Titel                     | Rolle                    | Noter |
| --------- | ------------------------- | ------------------------ | ----- |
| 1998      | Karrusel                  | Underviser Ulrich        |       |
| 2000-2004 | Rejseholdet               | retsmediciner Jan Boysen |       |
| 2009      | Manden med de gyldne ører | Sig selv                 |       |

## Teater
- Woyzeck (Bellevue Teater 1990)
- Odysséen (Aarhus Teater 1994)
- Rolling Stones Teaterkoncert (Black Box Theatre 2014)